# Manūjān (kommunhuvudort i Iran)
Manūjān (persiska: منوجان, Qal‘eh-ye Manūjān, جاریان) är en kommunhuvudort i Iran.   Den ligger i provinsen Kerman, i den sydöstra delen av landet, 1 100 km sydost om huvudstaden Teheran. Manūjān ligger 345 meter över havet och antalet invånare är 12 110.
Terrängen runt Manūjān är kuperad västerut, men österut är den platt. Runt Manūjān är det glesbefolkat, med 8 invånare per kvadratkilometer. Manūjān är det största samhället i trakten. Omgivningarna runt Manūjān är i huvudsak ett öppet busklandskap.